# Gýmeš
Gýmeš este o arie protejată (arie specială de conservare — SAC, sit de importanță comunitară — SCI) din Slovacia întinsă pe o suprafață de 73,41 ha, integral pe uscat.

## Localizare
Centrul sitului Gýmeš este situat la coordonatele 48°24′19″N 18°13′07″E / 48.405278°N 18.218611°E.

## Înființare
Situl Gýmeš a fost declarat sit de importanță comunitară în aprilie 2004 pentru a proteja 1 specie de plante și 7 specii de animale. Situl a fost protejat și ca arie specială de conservare în martie 2004.

## Biodiversitate
Situată în ecoregiunea alpină, aria protejată conține 11 habitate naturale: Pajiști uscate europene, Pajiști stepice subpanonice, Păduri panonice cu Quercus petraea și Carpinus betulus, Grohotișuri silicioase medio-europene, la altitudine înaltă, Păduri panonice cu Quercus pubescens, Păduri panonice-balcanice de stejar turcesc - stejar sesil, Pajiști carstice calcaroase sau bazofile, de Alysso-Sedion albi, Păduri stepice euro-siberiene cu Quercus spp., Pante stâncoase silicioase cu vegetație casmofită, Păduri pe pante, grohotișuri și ravene de Tilio-Acerion, Tufărișuri subcontinentale peripanonice.
La baza desemnării sitului se află mai multe specii protejate:
- plante (1): sisinei (Pulsatilla grandis)
- amfibieni (1): buhai de baltă cu burta roșie (Bombina bombina)
- mamifere (3): liliac cârn (Barbastella barbastellus), liliac comun (Myotis myotis), liliacul mic cu potcoavă (Rhinolophus hipposideros)
- nevertebrate (3): croitorul mare al stejarului (Cerambyx cerdo), rădașcă (Lucanus cervus), Rosalia alpina

Pe lângă speciile protejate, pe teritoriul sitului au mai fost identificate 2 specii de plante, 2 specii de amfibieni, 6 specii de mamifere, 9 specii de nevertebrate, 1 specie de reptile.